# Treno di panna
Treno di panna è il romanzo di esordio di Andrea De Carlo, pubblicato in Italia da Einaudi nel 1981 e vincitore nello stesso anno del Premio Comisso (sezione Narrativa).
Nel 1988 ne è stato tratto il film omonimo, sceneggiato e diretto dall'autore, con Sergio Rubini, Carol Alt e Rosalinda Celentano.

## Trama
Il ventenne Giovanni Maimeri, musicista dilettante, va a Los Angeles, senza soldi né idee precise su cosa fare. Ospitato da una coppia di amici, trova lavoro come cameriere in un ristorante italiano. Qui conosce la bella Jill, e va a vivere con lei. Dominato dall'insoddisfazione, nel tempo libero Giovanni vaga per l'immensa città californiana, scattando foto di persone famose davanti alle loro splendide case, affascinato dalla superficie attraente della società dello spettacolo. Riesce a farsi assumere come insegnante di italiano in una scuola di lingue a Beverly Hills, e lì conosce Marsha Mellows, famosissima attrice, della quale si innamora perdutamente.

## Critica
Italo Calvino, nella quarta di copertina dell'edizione originale di Treno di panna, scrisse: «L'insaziabilità degli occhi che bevono lo spettacolo del mondo multicolore ingigantito come attraverso la lente di ingrandimento. È questa la giovinezza che De Carlo racconta».

## Edizioni
- Andrea De Carlo, Treno di panna, 5ª ed., Bompiani, 2012, ISBN 9788845256295.